# Айигол (приток Сыхтингъёгана)
Айигол (устар. Ай-Игол) — река в Ханты-Мансийском АО России. Устье реки находится в 16 км по правому берегу реки Сыхтингъёган. Длина реки составляет 17 км.

## Данные водного реестра
По данным государственного водного реестра России относится к Верхнеобскому бассейновому округу, водохозяйственный участок реки — Вах, речной подбассейн реки — бассейны притоков (Верхней) Оби от Васюгана до Ваха. Речной бассейн реки — (Верхняя) Обь до впадения Иртыша.